# Dolomiti Bellunesi (club de football)
Maillots
Actualités
La Dolomiti Bellunesi SRL, est un club italien de football. Il est basé à Belluno dans la province homonyme.

## Historique
- 2021 : fondation du club sous le nom Dolomiti Bellunesi Società Sportiva Dilettantistica, après la fusion entre Belluno, Union Feltre et Union San Giorgio Sedico[1],[2]
- 2021-2024 : évolue en Serie D
- 2024-2025 : gagne le groupe C de Serie D[3]
- 2025 : Devient Dolomiti Bellunesi SRL

## Identité visuelle

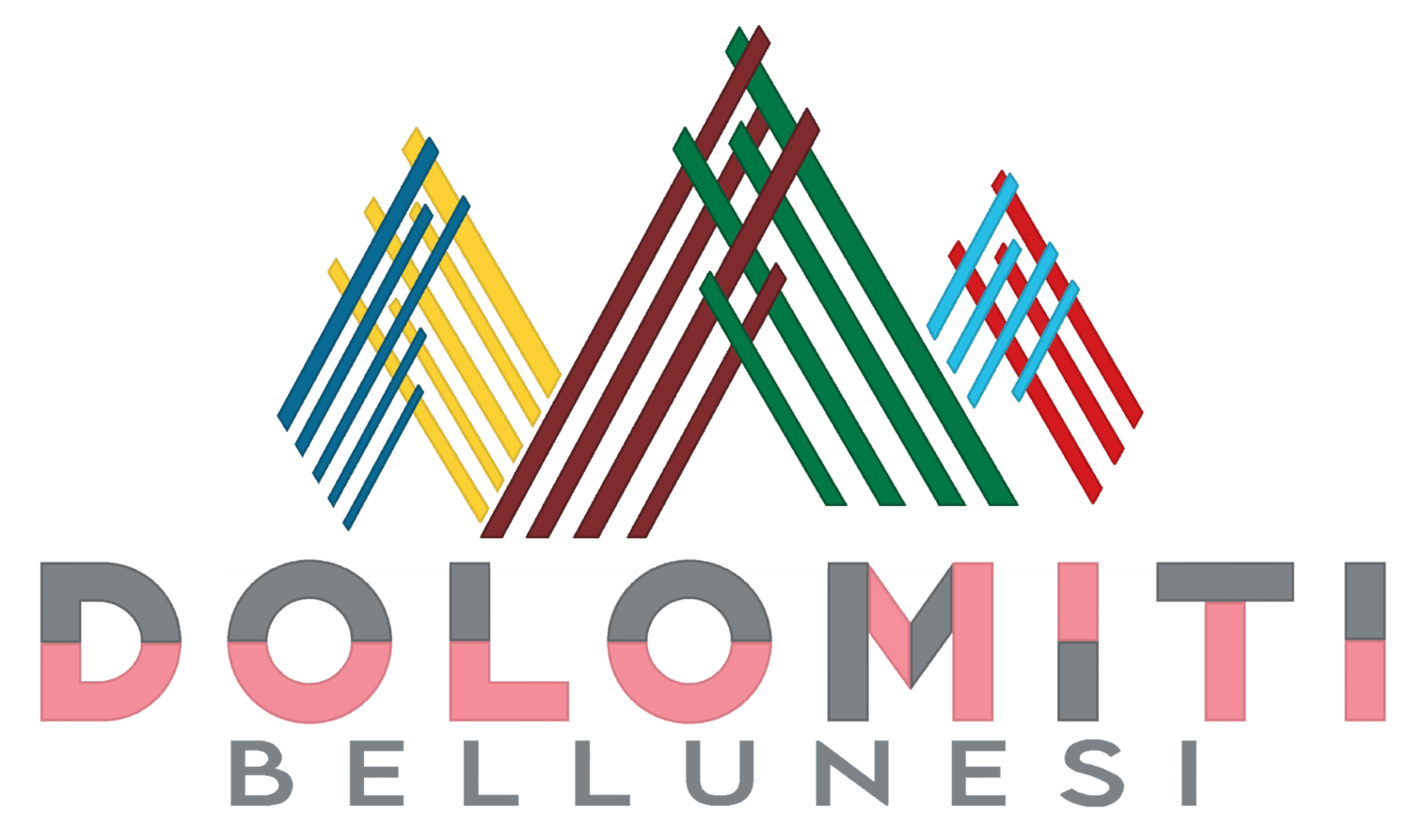
Ancien logo[4].
Logo actuel[5].